# Pedro Rubiano Sáenz
Pedro Rubiano Sáenz (Cartago, 13 settembre 1932 – Bogotà, 15 aprile 2024) è stato un cardinale e arcivescovo cattolico colombiano.

## Biografia
Ordinato sacerdote l'8 luglio 1956, il 2 giugno 1971 fu nominato da papa Paolo VI vescovo di Cúcuta. Ricevette l'ordinazione episcopale l'11 luglio dello stesso anno per imposizione delle mani del nunzio apostolico in Colombia Angelo Palmas.
Il 26 marzo 1983 fu nominato arcivescovo coadiutore di Cali, succedendo alla medesima sede il 7 febbraio 1985. Dal 1990 al 1996 fu presidente della Conferenza episcopale colombiana. Il 27 dicembre 1994 fu nominato arcivescovo di Bogotà e quindi primate della Colombia.
Papa Giovanni Paolo II lo innalzò alla dignità cardinalizia nel concistoro del 21 febbraio 2001. Resse nuovamente la Conferenza episcopale colombiana dal 2002 al 2005. L'8 luglio 2010 papa Benedetto XVI accettò la sua rinuncia per raggiunti limiti di età. Il 13 settembre 2012, al compimento degli 80 anni d'età, uscì dal novero dei cardinali elettori.
Morì a Bogotà il 15 aprile 2024 all'età di 91 anni. In seguito ai funerali celebrati due giorni dopo dal cardinale Luis José Rueda Aparicio, venne sepolto nella cappella di Nostra Signora Addolorata all'interno della cattedrale dell'Immacolata Concezione.

## Genealogia episcopale e successione apostolica
La genealogia episcopale è:
- Cardinale Scipione Rebiba
- Cardinale Giulio Antonio Santori
- Cardinale Girolamo Bernerio, O.P.
- Arcivescovo Galeazzo Sanvitale
- Cardinale Ludovico Ludovisi
- Cardinale Luigi Caetani
- Cardinale Ulderico Carpegna
- Cardinale Paluzzo Paluzzi Altieri degli Albertoni
- Papa Benedetto XIII
- Papa Benedetto XIV
- Papa Clemente XIII
- Cardinale Marcantonio Colonna
- Cardinale Giacinto Sigismondo Gerdil, B.
- Cardinale Giulio Maria della Somaglia
- Cardinale Carlo Odescalchi, S.I.
- Cardinale Costantino Patrizi Naro
- Cardinale Lucido Maria Parocchi
- Papa Pio X
- Papa Benedetto XV
- Papa Pio XII
- Cardinale Eugène Tisserant
- Papa Paolo VI
- Arcivescovo Angelo Palmas
- Cardinale Pedro Rubiano Sàenz

La successione apostolica è:
- Vescovo Alfonso Cabezas Aristizábal, C.M. (1988)
- Vescovo Fernando Sabogal Viana (1996)
- Arcivescovo José Octavio Ruiz Arenas (1996)
- Arcivescovo Óscar Urbina Ortega (1996)
- Vescovo Daniel Caro Borda (2000)
- Vescovo José Roberto Ospina Leongómez (2004)
- Vescovo Héctor Epalza Quintero, P.S.S. (2004)
- Vescovo Francisco Antonio Nieto Súa (2008)
- Vescovo José Daniel Falla Robles (2009)